# Alto Atlas
El Alto Atlas o Gran Atlas es una subcordillera que forma parte del Atlas marroquí. Cuenta con las mayores altitudes de todo el norte de África, con la máxima cota en el monte Toubkal (4167 m). Se encuentra con el océano Atlántico en la zona de Agadir.

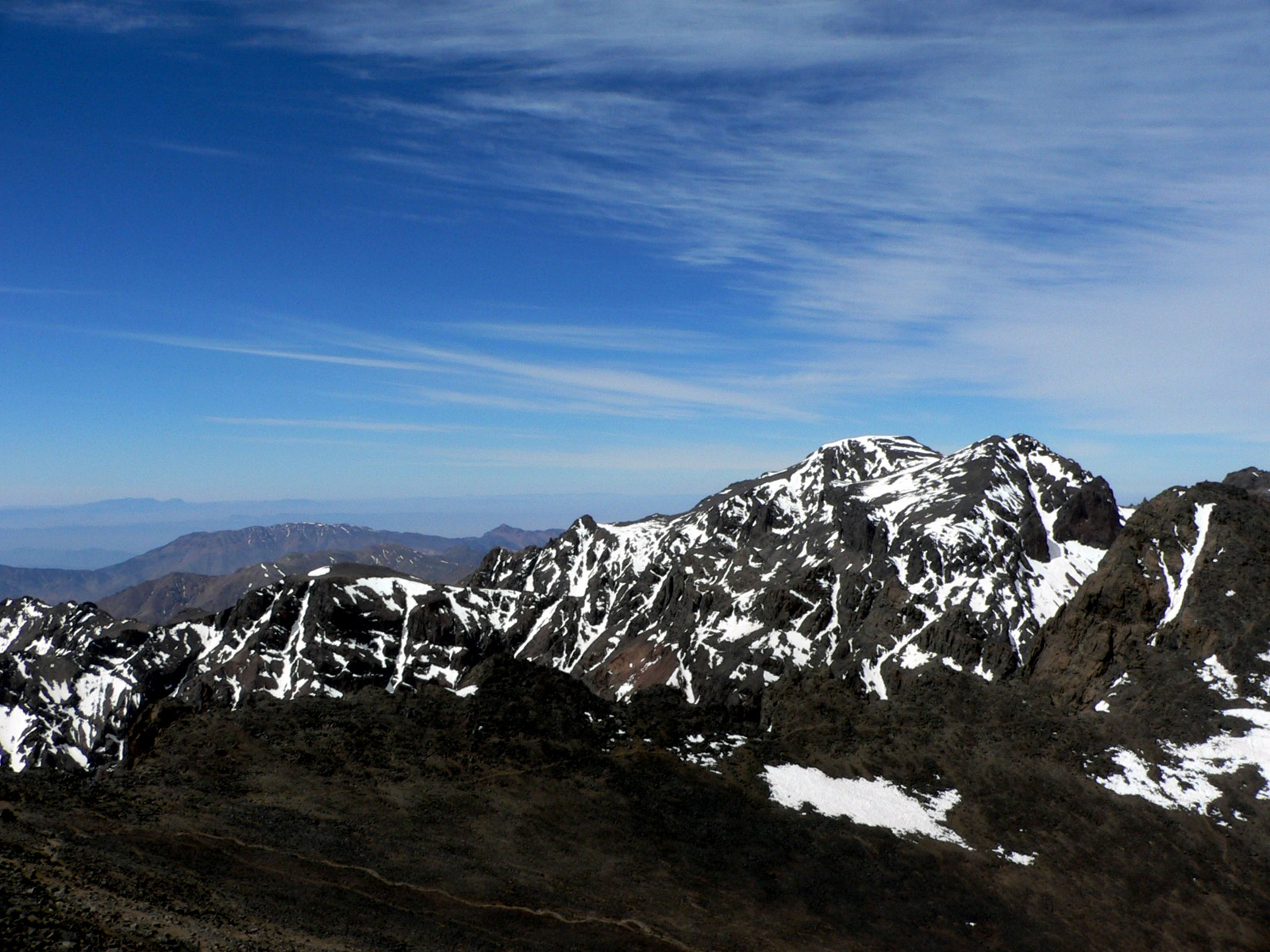
Monte Toubkal, cota más alta del Alto Atlas.

La cordillera es una barrera meteorológica de Marruecos que corre de este a oeste y separa las influencias climáticas del Sahara del el clima mediterráneo del norte, dando lugar a cambios drásticos de temperatura en toda la cordillera. En las elevaciones más altas la nieve cae con regularidad, lo que permite practicar deportes de invierno. Estas nieves duran hasta bien entrada la primavera, sobre todo en la cara norte de la cordillera.

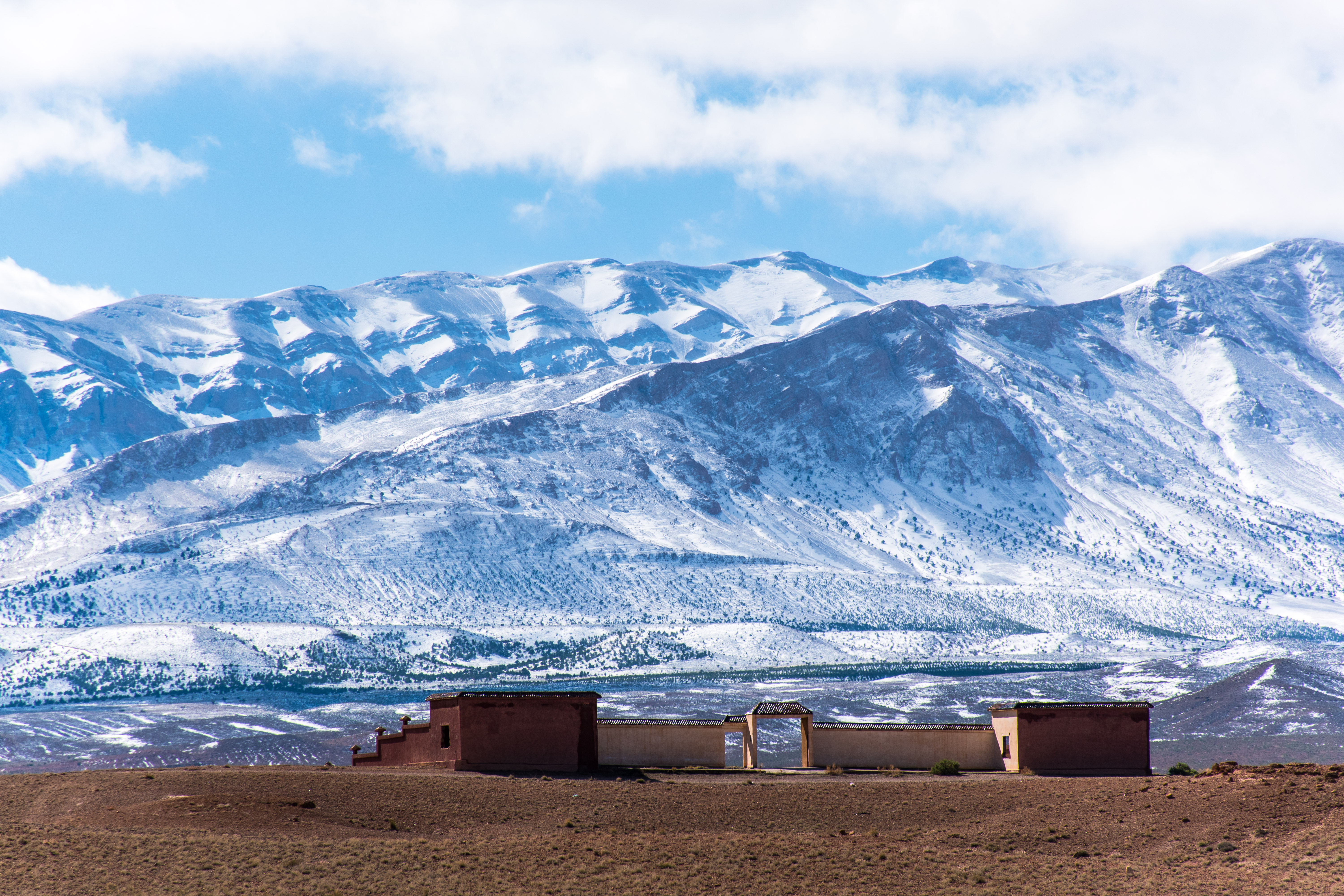
Montañas del Alto Atlas

El Alto Atlas forma la cuenca de una multiplicidad de sistemas fluviales. La mayoría de los ríos discurren hacia el norte, que proporciona la base para los asentamientos en ese lugar. Una serie de ramblas y ríos estacionales terminan en los desiertos al sur y mesetas al este de las montañas.
En el oeste se encuentra la parte más antigua de la cordillera. Su punto más alto es el Jbel Toubkal a 4167 m, que es visible desde la ciudad de Marrakech. El Jbel Toubkal se encuentra en el parque nacional del Toubkal, que fue creado en 1942. El macizo se compone de formaciones del Jurásico y Cretácico surcadas por profundos valles labrados por la erosión. Esta parte de la cordillera incluye el valle del Río Ourika, que es el único lugar en el Alto Atlas donde se encuentra el primate en peligro de extinción, la Macaca sylvanus, sin embargo, este primate también se encuentra en partes del Medio Atlas y el Rif, así como partes de Argelia.
El monte Jbel Ayachi también es una destacada cima del Alto Atlas, en concreto de la zona este. 